# Noé bárkája
A Biblia leírása szerint Noé bárkája nagy méretű hajó volt, melyet Noé Isten parancsára épített, hogy megmentse családját és a Föld állatvilágát az özönvíztől. A történet olvasható a Bibliában, Mózes első könyvének (Genezis) 6–9. részeiben.

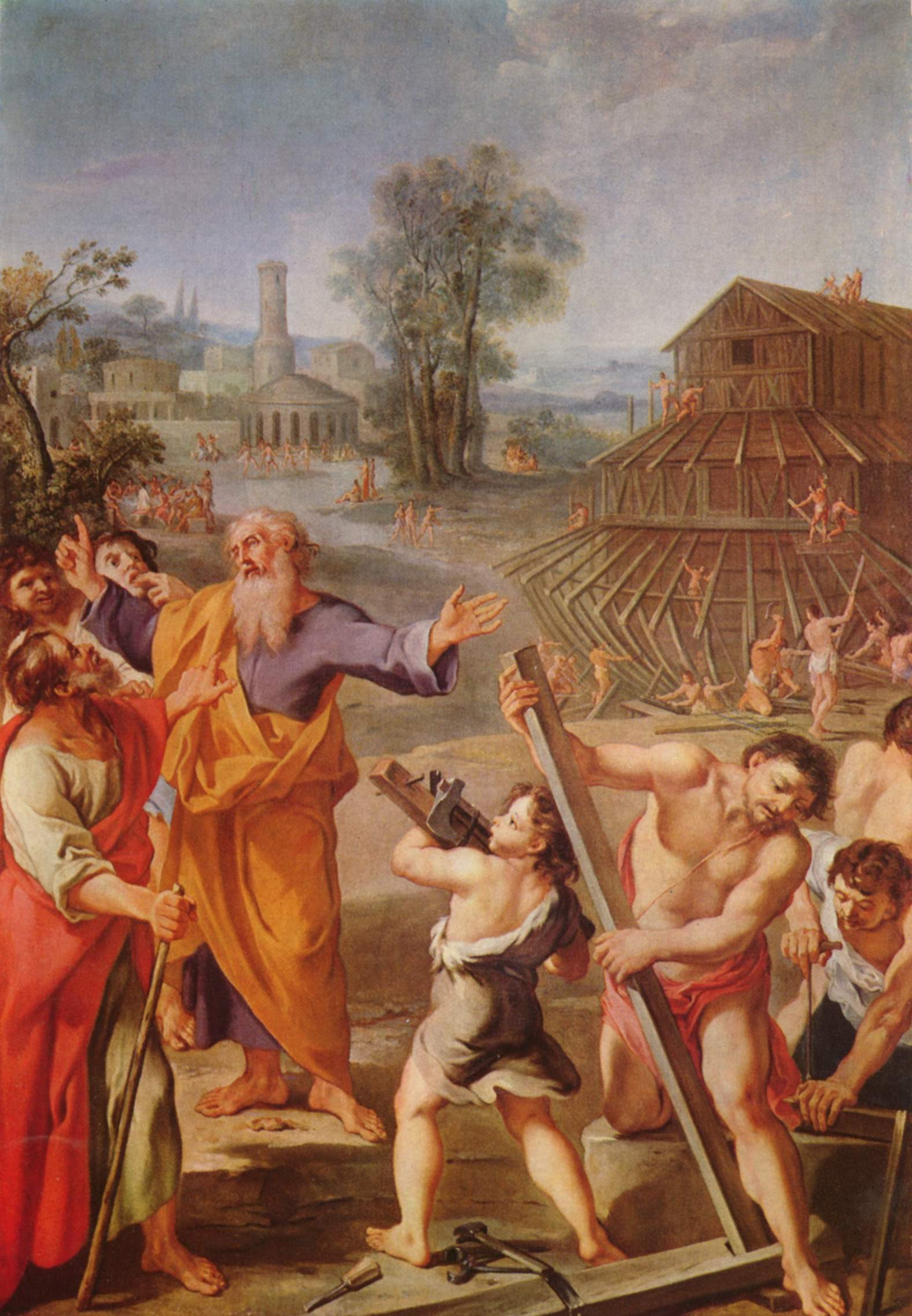
Noé bárkája, ismeretlen francia mester festménye 1675-ből a Szépművészeti Múzeum, Budapest

A Biblia kronológiája szerint az Özönvíz Kr. e. 2370-ben kezdődött. A bibliakritikusok véleménye szerint a Genezisben elbeszélt bárkáról szóló történet két egymástól független elbeszélésen alapszik és a mai ismert verzió végleges formája csak a Kr. e. 5. században alakult ki. Az ortodox zsidók, a keresztények és a muszlimok is visszautasítják a fenti elméletet.
A bárkatörténet gyakori témája a vallási kutatásoknak, szövegeknek. A 18. századtól a geológia és a biogeográfia is csatlakozott a kutatásokhoz. A bibliakutatók és a történészek is ásatásokat végeztek a törökországi Ararát-hegyen, ott, ahol a Biblia szerint Noé bárkája az özönvíz elmúltával földet ért.

## A története

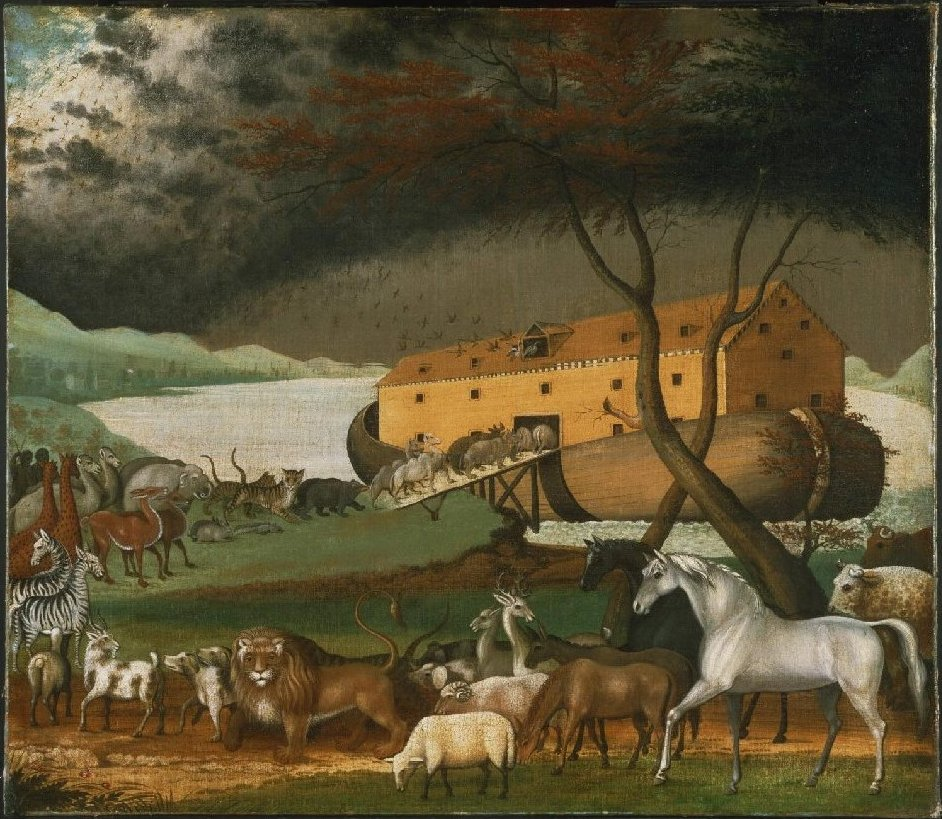
Edward Hicks festménye Noé bárkájáról

Noé bárkájának a története a Biblia Mózes I. könyve 6-9. részeiben olvasható. 
A történet szerint Isten – látva az emberek gonoszságát – szomorú volt azért, hogy "képmása" romlottá vált és úgy döntött, megtisztítja a Földet a gonoszságtól. De látta, hogy Noé becsületes, jó ember, ezért őt, feleségét, fiaikat (Sém, Hám és Jáfet) és azoknak feleségeit meg akarta menekíteni a veszedelemtől és meg akarta tenni őket a következő nemzedék atyjának. Ezért – a Ter. 6,19. szerint – megparancsolta Noénak, hogy a föld összes állatából vegyen egy-egy párt (egy hímet és egy nőstényt), hogy a vízözön elmúltával újra legyenek majd állatok a földön. A kettős eredet abban is megmutatkozik, hogy a Ter. 7,2. viszont ezt írja: „Minden tiszta baromból hetet-hetet vígy be, hímet és nőstényét; azokból a barmokból pedig, amelyek nem tiszták, kettőt-kettőt, hímet és nőstényét.”
Mikor a bárka elkészült, Noé, családja és az állatok bevonultak a belsejébe, Isten bezárta az ajtót, majd hét nap múlva:
Noé életének hatszázadik esztendejében, a második hónapban, e hónap tizenhetedik napján, felfakadának ezen a napon a nagy mélység minden forrásai, és az ég csatornái megnyilatkozának.
Egyes értelmezők szerint a „mélység forrásai felfakadának” kifejezés valószínűleg szeizmikus aktivitásra utal, ami a föld domborzatában jelentős változásokkal járt.[forrás?]
Az özönvíz ellepte a legmagasabban fekvő hegyeket is, és nem maradt életben egyetlen szárazföldi élőlény sem, kivéve a bárkán levő Noét, családját és az állataikat.
Végül pontosan öt hónap után a bárka megfeneklett az Ararát-hegy csúcsán – Ter. 7,11: Noé életének 600. évének második hónap 17. napján kezdődött az esőzés, majd a Ter. 8,4. szerint a hetedik hónap 17. napján feneklett meg. A 10. hónap első napján (Ter. 8,5.) a vizek annyira visszahúzódtak, hogy láthatóak lettek a hegyek csúcsai, ekkor Noé először egy hollót majd egy galambot engedett szabadon, de azok nem találván szárazföldet, visszatértek a bárkára. Hét nap múlva újra egy galambot engedett ki, ami egy olajfalevéllel a csőrében tért vissza a bárkához. Újbóli hét nap elteltével Noé ismét kiengedte a galambot, de az már nem tért vissza, ekkor tudta meg Noé, hogy kinyithatja a bárka fedelét és kiengedte – az Úr parancsára – az állatokat is.
Az özönvíz elmúltával Isten megígérte Noénak, hogy soha többet nem fogja özönvízzel elpusztítani a föld élőlényeit. Szövetségük jelképeként szivárvány jelent meg a felhőkben (Mózes I. 9:11). Egyes elméletek szerint a fény az özönvízig egy gőzpárarétegen keresztül érkezett a földre. Ez a réteg volt az ún. „felső vizek” – 1Móz 1.6 „Legyen mennyezet a víz között, a mely elválassza a vizeket a vizektől.” Ez a gőzpáraréteg szakadt a földre az özönvízkor. Ebből származott az a rengeteg víz, amely el tudta borítani a föld akkor még sokkal laposabb felszinét.

## A bárka leírása

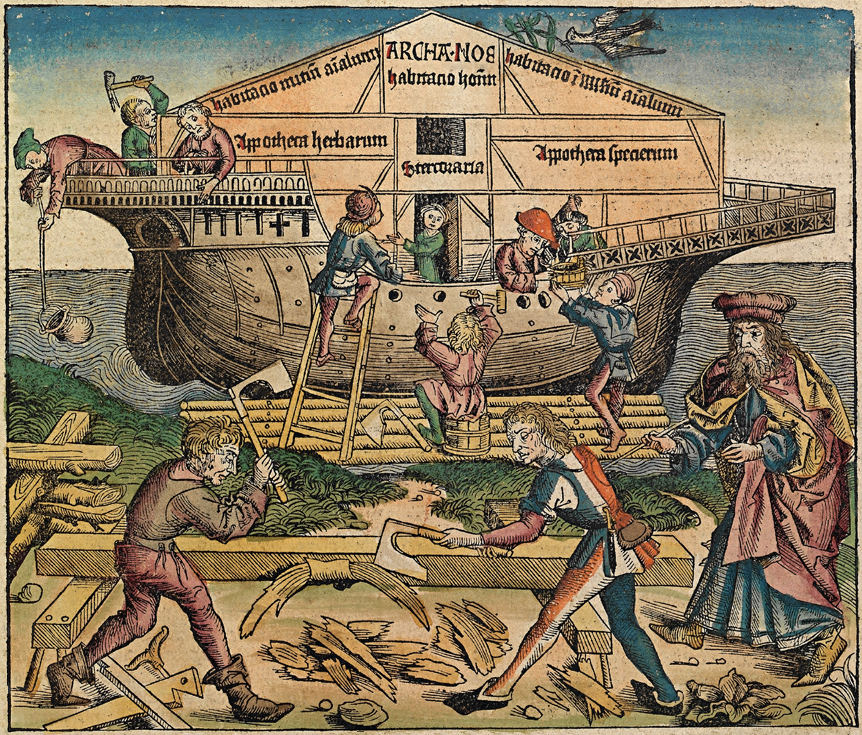
Középkori ábrázolás Noé bárkájáról

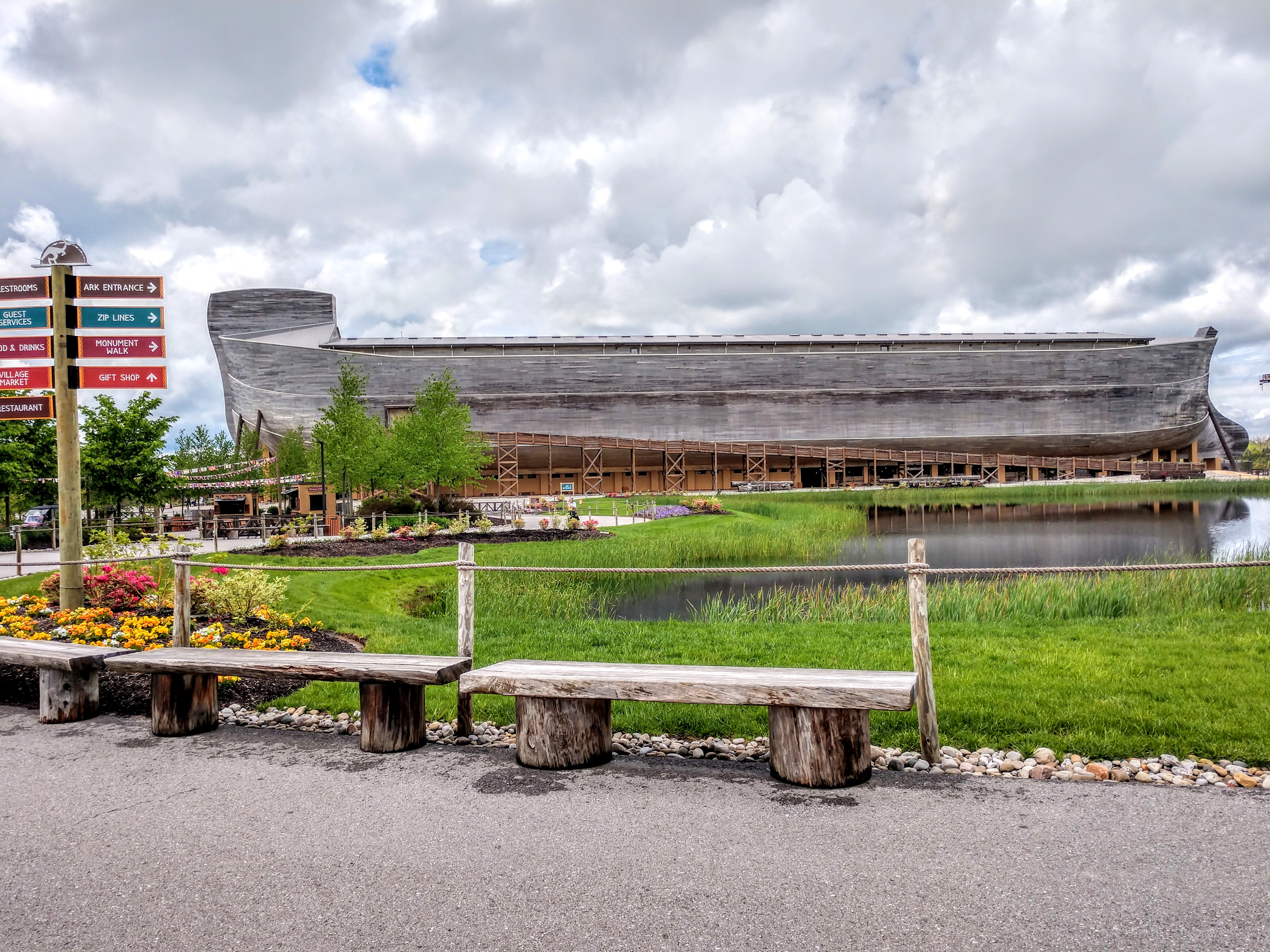
A bárka leírása alapján készült életnagyságú modell Kentuckyban

A bibliai leírás szerint a bárka gófer fából épült és szurokkal volt vízállóvá téve. A bárka belsejében rekeszek voltak.
A bárka hossza háromszáz sing, szélessége ötven sing, magassága harminc sing volt. Egy ablaksor volt rajta felülről egy singre (az ókori „sing” mértékegység, amely a felnőtt átlagember könyökétől a kinyújtott kézfej középső ujjáig mért körülbelül 51,816 cm-es távolság) és egy ajtaja volt oldalt. A bárka belseje három szintre oszlott és térfogata meghaladta a 40 ezer m³-t.

## Hasonló mitológiák
Szokásos özönvíz-érv, hogy szinte minden emberi kultúrában, egymástól függetlenül is megtalálhatók az özönvíz-történetek. Ilyen történetek egyfelől a tengerparti népek körében, tehát a tengeráraktól – szökőár, cunami, vihardagály –, tengerszint-emelkedésektől veszélyeztetett kultúrákban jellemzőek, másfelől a folyammenti földműves kultúrákban, amelyek az áradásoktól rettegtek (kivéve Egyiptomot, ahol az áradás kiszámítható és áldásos volt).
Philip Freund Myths of Creation című könyvében úgy becsüli, hogy több mint 500 Vízözön-legendát beszél el több mint 250 törzs és nép. Ezeket a legendákat az évszázadok során valószínűleg sok elképzelt eseménnyel és szereplővel szépítették. Azonban bizonyos alapvető hasonlóság valamennyiükre jellemző.
A Bibliában elbeszélt történethez hasonló történeteket ismerünk a sumer mitológiában, ahol a történet arról szól, hogy Isten hogyan figyelmeztetett egy ácsot, hogy építsen egy hajót, amelyen túlélheti a közelgő vízözönt. További hasonló árvíz-bárka történeteket találhatunk sok egyéb nép hagyományában.
Az aztékok mitológiában is találunk egy ősi özönvízmondát, amelyben az áll, hogy „a fent lévő vizek egybeolvadtak a lent lévőkkel, elmosva a látóhatárt, és mindent egy időtlen, mérhetetlen óceánná téve”. Az istent, aki az esőt és a vizet uralta, Tlalocnak hívták. Az ő esőjét azonban nem lehetett olcsón megkapni, csakis „a feláldozott emberek véréért cserébe, akiknek ömlő könnyei utánozták, s ezzel szinte kiváltották az esőt” (MythologyAn Illustrated Encyclopedia).

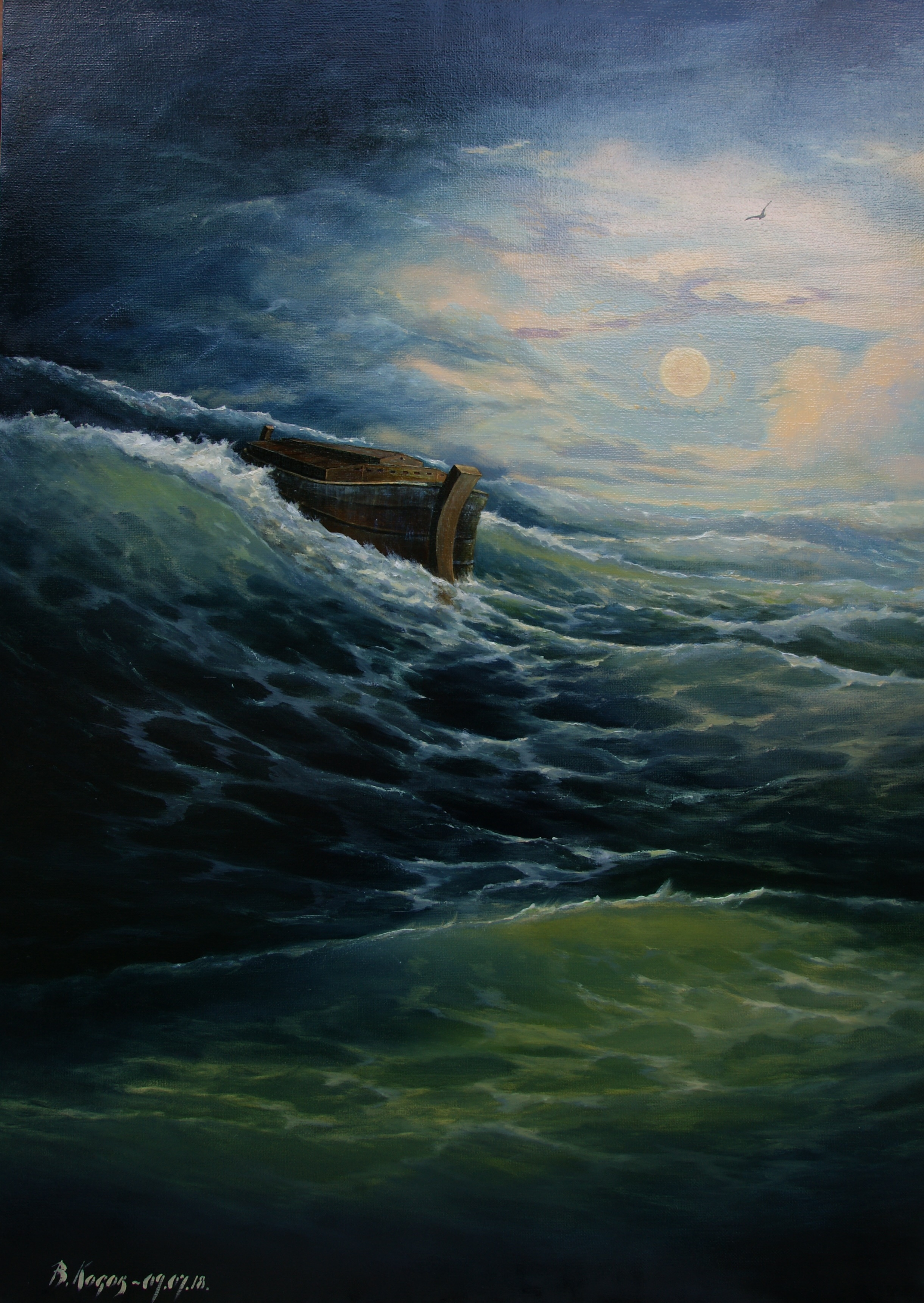
Képzelje el NOÉ BÁKÁJÁT az özönvíz idején.

A majáknak Mexikóban és Közép-Amerikában szintén volt saját vízözönmondájuk, amelyben egy világméretű özönvízről vagy haiyococab-ról van szó, aminek jelentése: „víz a föld felett”. A katolikus püspök, Las Casas azt írta, hogy a guatemalai indiánok a „vízözönt Butic-nak nevezik; ez a szó ’sok víz áradatát’ jelenti, s ezen a végső ítéletet értették. Úgy hiszik, hogy egy újabb Butic következik majd be, egy másik ítélet és egy másik áradat, de nem víz, hanem tűz áradata”.
A hinduk szerint az emberiség ősatyja egy Manu nevű ember volt, akit Visnu hal alakban megjelenő inkarnációja, Matszja figyelmeztette az Özönvízre.
1878-ban Myron Eells az Indian Legends of the Pacific Northwest című könyvében az alábbiakat jegyezte le az általa tapasztaltakról: "Miként a hébereknek, a babiloniaknak, a görögöknek, a skandinávoknak és a régi világ más népeinek, éppúgy Észak- és Dél-Amerika számos indián törzsének is megvannak a maguk özönvíz hagyományai. Amikor a legelső misszionáriusok megérkeztek, megállapították, hogy azoknak az indiánoknak megvoltak a maguk özönvíz hagyományai, és hogy egy férfi és a felesége lett megmentve egy tutajon". A China – A History in Art című könyvben azt olvashatjuk, hogy az ősi Kína egyik uralkodója, Jü volt „a győztes a Nagy Vízözön felett. Jü a vízözön vizét csatornákon át folyókba és tengerekbe vezettette, hogy népe újra benépesíthesse az országot”. A mitológia egyik szakértője, Joseph Campbell így írt a kínai „Nagy Tizek időszakáról”: „Erre a fontos időszakra, amely az özönvízzel ért véget, tíz császárt jelöl meg a korai Csou-korszakról szóló mítosz.

#### Megjegyzés
1. ↑  Visszautasítják, mivel Noé zsidó volt és ha csak ő és a családja maradt életben, akkor eredetileg a földön az összes embernek zsidónak kell lennie, mivel a zsidóság anyai ágon öröklődik… ezért nem akarják a zsidók elismerni Noé létezését.